# Peste bubónica en Logroño en el siglo XVI

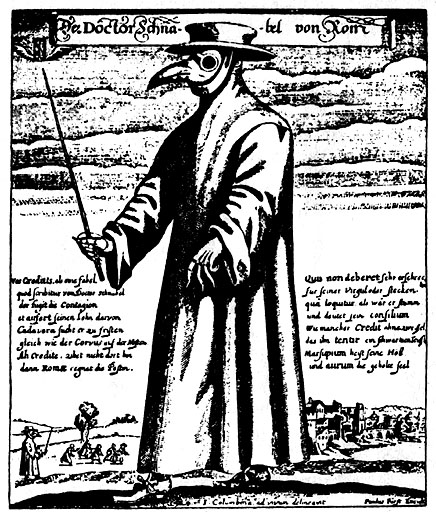
Representación de la peste

La peste de Logroño fue un brote de peste bubónica que asoló la ciudad española de Logroño en 1599. Se estima, gracias a estudios recientes, que murieron 1395 personas de las 4667 que habitaban en la ciudad. Esto no es posible asegurarlo con rotundidad debido a que todavía no se inscribían las defunciones en las parroquias con la misma precisión que en la actualidad.

## Contexto
La peste bubónica es una infección producida por una bacteria que produce fiebre, dolor de cabeza y vómitos. En el siglo XVI resulta totalmente devastadora, provocando la muerte en el 60-80% de los casos. La enfermedad actúa tan rápido, que en cuatro o seis días logra provocar la muerte al paciente entre grandes dolores. Se cree que los primeros síntomas se dieron a mediados de mayo, algo que coincide con el patrón de propagación de la enfermedad, que era mucho más propensa durante el verano y solían bajar los casos de infección al empezar el otoño. En otras ciudades cercanas ya se habían dado síntomas de peste, incluso causando muertes, por lo que las alarmas ya habían saltado. Durante ese verano, algunos murieron y otros huyeron, quedando muchas de las ciudades como pueblos fantasmas. Como medida de prevención, se prohibía la entrada a los pueblos a cualquier persona procedente de una zona infectada y a los enfermos se les apartaba. El Concejo estableció una multa a todos aquellos mesoneros que alojasen en sus casas a personas forasteras si no lo avisaban al concejal de semana con tres mil maravedíes y veintidós días de cárcel. Esto no solo afecta a nivel demográfico, sino también social, cultura y político puesto que mucha gente tenía miedo de infectarse debido a que haber pasado la enfermedad no provocaba inmunidad.

## Los hechos
El 27 de mayo de 1599 algunos médicos de la zona informaron al Concejo sobre la enfermedad y los problemas que presentaba, no únicamente en sí misma sino también la falta de camas o medicamentos. En el escrito también se recogen las características más propias de la peste bubónica y su forma de actuar en los pacientes. De esta forma se intentaba que fuesen detectables los efectos de la peste para así actuar con premura. El comienzo de la epidemia es tan fuerte y rápido que el Concejo acuerda que el Hospital de la Misericordia sea vaciado, y los enfermos son enviados allí y a las casas del Señor San Francisco, las cuales fueron hechas para ver los toros. La enfermedad afectaba especialmente a los más pobres, puesto que tenían peor higiene, malnutrición y en muchas ocasiones estaban en contacto con pulgas, transmitentes y foco de contagio de la dolencia. Todo esto no solo provocó muertes, sino también una gran pobreza a la ciudad, puesto que los gastos de hospitales y medicamente eran caros. La ciudad pidió dinero a Madrid, y aunque éste accedió a enviarlo, no fue suficiente. Muchos de los pacientes murieron de hambre antes que de la propia enfermedad. Se trató de enviar grano y dinero en varias ocasiones, tanto por parte de poblaciones cercanas como también grandes nobles del momento, pero eso no evitó el desastre demográfico. Respecto al clero, de las cuatro órdenes religiosas establecidas en Logroño, muchos murieron. Se les ordenó la administración de los Sacramentos, aunque no llegaban a tiempo en muchas ocasiones de confesar a los enfermos antes del suspiro final. Algunos de los edificios religiosos fueron reconvertidos en hospitales o estancias donde los enfermos pudiesen reposar. El milagro del final de la epidemia se le otorgó a Santa Ana, por lo que la convirtieron en patrona de la ciudad.

## Medidas de prevención y contención
Como medida de prevención inicialmente en Logroño se trató de aislar la ciudad de forma rigurosa, llegando incluso a crear multas para todos aquellos que no cumpliesen con lo acordado, como se ha explicado anteriormente. Recogían información sobre las zonas circundantes mediante unas tablillas en las puertas de la ciudad, impidiendo la entrada a la ciudad por parte de los habitantes de las aldeas infectadas. Se trató de luchar con la enfermedad, primeramente con la huida y el aislamiento. Esto no evitaba el contagio, puesto que la enfermedad tenía un periodo de incubación y solo hizo que se esparciese más el brote.
Jaume d'Agramunt, un médico y profesor de Lérida, recomendaba no acumular animales muertos dentro de las ciudades ni tampoco en las cercanías, tampoco otros desperdicios orgánicos. También recomendaba quemar todo aquello que hubiera estado en contacto con el infectado, desde ropa, muebles u otros objetos. También se había de picar, revocar y blanquear las paredes, incluso enladrillar de nuevo el suelo, de la habitación en la que el paciente se encontrase. Todo ello teniendo cuidado de que el humo que provocaba esta quema no fuese respirado. Agramont también explicaba que se había de tener cuidado con la limpieza de las calles y el control de las aguas encharcadas. Se hacían quemas a su vez de hierbas que purificaban el aire, creyendo así que podían evitar a la enfermedad si el aire estaba más limpio.
Para finales de agosto se decretó que la epidemia había finalizado, aunque no fue del todo cierto. Muchas de las personas que habían huido volvieron a la ciudad heridos de peste, puesto que las ciudades de alrededor también fueron infectadas. Se determinó que todas aquellas personas que cumplían estas características debían aislarse a las afueras de la ciudad durante quince o veinte días hasta lograr comprobar si eran cicatrices o era la enfermedad latente. Las casas donde eran aislados se marcaban para que nadie se acercase a ellas y las llaves eran retenidas por los comisarios. Hasta que el médico no certificaba que no eran enfermos, éstos no podían salir.

## Publicación de Juan de Mongastón
Juan de Mongastón Fox era un impresor, editor y librero de origen francés. Se han encontrado impresos firmados por él en diferentes localidades, entre las que se encuentra Logroño, de 1599 a 1637. Parte de su producción fue publicada en pliegos sueltos de noticias importantes, como sus publicaciones de 1610 sobre el auto de fe de las brujas de Zugarramurdi. Gracias a él se conserva un romance (una relación) que consta de 520 versos octosílabos de rima asonante en los pares. No se conoce el autor, pero se cree que es posible que sea del propio editor. Esto se cree debido a que en 1593 publicó un romance firmado a su nombre, por lo que es posible que este también lo sea.
Algunos estudiosos en la actualidad aseguran que el texto está lleno de incorrecciones de estilo y de lenguaje, una impresión deficiente y algunas expresiones deplorables. Aun así, ha sido un texto muy estudiado debido a su importancia histórica y al ser el único texto que narra los hechos, a excepción de las Actas del Cencejo de Logroño, también porque al comparar los textos las similitudes de los hechos narrados son muchas.
En la publicación se explica que durante las fiestas de san Urbano (19 de mayo) las campanas no dejaban de anunciar fallecimientos. Esto hace que todos aquellos forasteros que habían acudido por los festejos se marcharan pronto puesto que los brotes de peste habían sido recientes hacía apenas treinta y cuatro años.
La enfermedad en poco tiempo arrasó con gran parte de la población. Y a ésta le sigue el hambre, debido a que nadie se acercaba a abastecer al pueblo y los pocos alimentos que quedan adquieren unos precios imposibles de pagar debido a la inflación.